# Heinz Rennhack (Schauspieler)

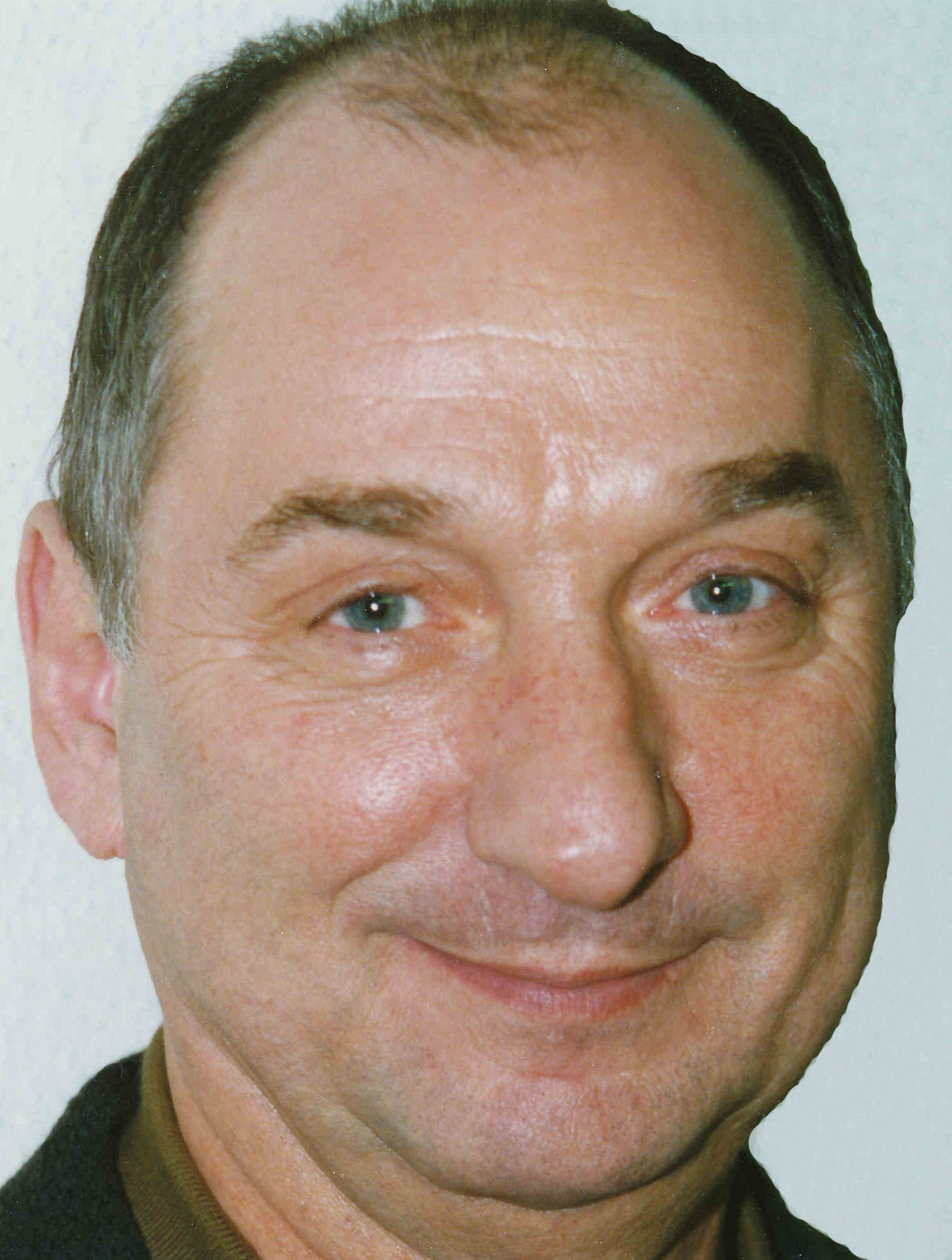
Heinz Rennhack

Heinz Paul Johannes Rennhack (* 5. März 1937 in Danzig) ist ein deutscher Schauspieler, Synchronsprecher, Sänger und Entertainer. Populär wurde er in der DDR vor allem mit seiner eigenen Fernsehshow Wieder mal Heinz Rennhack und durch seine Rollen in den Kinderserien Spuk im Hochhaus (1982) und Spuk von draußen (1987).

## Leben
Rennhack wurde als Sohn eines Arbeiter-Ehepaars in Danzig geboren und verbrachte dort seine ersten Lebensjahre. 1945 zog die Familie nach Schwerin, wo er nach Schulabschluss eine Ausbildung zum Tischler machte und von 1954 bis 1959 in diesem Beruf arbeitete. Er entschied sich um für eine künstlerische Laufbahn und studierte an der Hochschule für Musik „Carl Maria von Weber“ Dresden und erhielt 1964 das Diplom im Fach Operngesang.
Seit 1967 ist Rennhack mit seiner Frau Annemarie, die aus Radebeul kommt, verheiratet. Aus der Ehe entstammt eine gemeinsame Tochter. Nach Stationen in Dresden, Berlin und Hamburg lebt er seit 2005 in der Nähe von Lübeck im Kreis Herzogtum Lauenburg. Er spricht fließend Italienisch.

## Karriere

### 1965–1988: Wirken in der DDR
Rennhacks künstlerische Karriere begann er an der Staatsoperette Dresden, wo er in Operetten und Musicals auftrat und dadurch den Weg ins DDR-Fernsehen schaffte. 1968 gab er sein Filmdebüt als Student Karl-Heinz in dem Spielfilm Steine gibt's – die gibt's gar nicht. Seine erste größere Rolle vor der Kamera hatte er im Folgejahr als Konrad Holzapfel in Wolfgang Luderers Silvester-Fernsehschwank Tolle Tage an der Seite von Rolf Herricht und Hans-Joachim Preil. Seitdem wirkte er in zahlreichen Film- und Fernsehproduktionen mit.
In den 1970er Jahren spielte Rennhack an der Seite von Herbert Köfer, Ingeborg Krabbe und Helga Piur in einer Vielzahl an Fernsehlustspielen, u. a. in Du bist dran mit Frühstück (1975), Nicht kleinzukriegen (1976) und Urlaub nach Prospekt (1977). 1978 bekam er von Regisseurin Ingrid Sander im Polizeiruf 110: Doppeltes Spiel, wo er den Textilfacharbeiter Rautenberg darstellte, die Möglichkeit, sich auch im ernsten Fach zu zeigen. Anfang der 1980er Jahre folgten unter der Regie von Eberhard Schäfer Hauptrollen in Oben geblieben ist noch keiner (1980) und Unser bester Mann (1983).
Rennhack etablierte sich zu einem der bekanntesten Unterhaltungskünstler in der DDR. Zu einem seiner beliebtesten Sketche entwickelte sich Erholung im Urlaub mit Herbert Köfer als Partner, der 1977 im Rahmen der Kammerrevue-Reihe Ein Bums wirkt manchmal Wunder erstmals uraufgeführt wurde. Nach dem Tod von Rolf Herricht im Jahr 1981 übernahm er dessen Sketchpart an der Seite von Hans-Joachim Preil. Er trat mehrfach in der bekannten Samstagabendshow Ein Kessel Buntes auf und hatte mit Wieder mal Heinz Rennhack seine eigenen Fernsehshow, die seit den 1970er-Jahren einmal jährlich im 1. Programm des DDR-Fernsehens lief. Gemeinsam mit Heidi Weigelt präsentierte er sonntags im Wechsel mit Gerd E. Schäfer und Uta Schorn die wöchentliche Sendung Der Wunschbriefkasten, in dem Zuschauerwünsche via Bildschirm erfüllt wurden. Bis zu seiner Emigration nach West-Berlin im Jahr 1988 war er in dieser nachmittäglichen Sendung präsent und räumte den Platz dann für Lutz Jahoda.
In den 1980er Jahren wirkte Rennhack in zahlreichen Kinder- und Jugendproduktionen mit. 1981 spielte er die Titelrolle in dem Märchenfilm Das tapfere Schneiderlein von Uwe-Detlev Jessen. Im selben Jahr erhielt er den Kunstpreis der DDR und 1983 den Nationalpreis der DDR III. Klasse für Kunst und Literatur. Insbesondere mit den beiden Kinderserien Spuk im Hochhaus (1982), wo er neben Katja Paryla als August Deibelschmidt den Antagonisten gab, und Spuk von draußen (1987) in der Rolle des Schauspielers Kallenbach, wurde er einem breiten Publikum bekannt. Im August 1988 war er als Regisseur in Günter Meyers Verfilmung Kai aus der Kiste nach dem gleichnamigen Roman von Wolf Durian zu sehen.

### 1988–2017: Flucht aus der DDR und weitere Engagements
„Ich fühlte mich in der DDR künstlerisch nicht ausgelastet. Im Westen bekam ich die Gelegenheit, mein Talent als Schauspieler ganz anders zu zeigen. Im Osten war ich immer nur der Komiker, im Westen durfte ich der Schauspieler sein. Auch ernste Rollen traute man mir dort zu. Ich bin gerne lustig, aber ich wollte zeigen, dass ich in der Lage bin, auch in ernsteren Rollen die Menschen mitzunehmen.“

Im Jahr 1988 kehrte Rennhack von einem Auftritt in West-Berlin nicht mehr zurück in die DDR und arbeitet seitdem als freischaffender Künstler. Er konnte im Westen nahtlos an seine Laufbahn in der DDR anknüpfen, so wurde er in der Spielzeit 1991/1992 mit dem Preis „Der Goldene Vorhang für den beliebtesten Theaterschauspieler“ ausgezeichnet. Am Theater spielte er u. a. an der Komischen Oper Berlin, am Theater des Westens und dem Theater am Kurfürstendamm. Von 2000 bis 2006 war Rennhack als Schauspieler, von 2004 bis 2006 außerdem Oberspielleiter und Regisseur des Hamburger Kulturdampfers „Das Schiff“ mit jährlich wechselnden literarischen Kabarettprogrammen unterwegs. 2009 war er in der Winter-Revue „WinterTräume“ des Berliner Friedrichstadt-Palastes in einer Hauptrolle zu sehen.
In Film und Fernsehen war Rennhack ebenso omnipräsent. Von 1990 bis 1991 war er neben Thekla Carola Wied als Johannes Pfrimel in einer durchgehenden Nebenrolle in der Familienserie Wie gut, daß es Maria gibt zu sehen. 1991 spielte er an der Seite von Evelyn Hamann die Rolle des Barkeepers in Loriots Kinokomödie Pappa ante portas. In der 13-teiligen ARD-Comedyserie Die Trotzkis übernahm er von 1993 bis 1994 die Hauptrolle des Taxifahrers Herbert Trotzki. In der ZDF-Familienserie Immer wieder Sonntag verkörperte er von 1993 bis 1995 an der Seite von Grit Boettcher den chaotischen Untermieter Elmar Schindler. Ebenfalls 1993 spielte er Herrn Gütschow in der sechsteiligen ZDF-Miniserie Durchreise – Die Geschichte einer Firma. Neben festen Serienrollen übernahm Rennhack wiederholt Gastauftritte in verschiedenen Fernsehserien- und reihen, u. a. in Diese Drombuschs, Für alle Fälle Stefanie, Tatort, Mordslust, Mona M. – Mit den Waffen einer Frau und in der dreiteiligen Fernsehreihe Marga Engel von und mit Marianne Sägebrecht.
Neben seinen Arbeiten auf der Bühne und vor der Kamera betätigte er sich als Synchronsprecher, so sprach er den Zigeuner Clopin im Walt-Disney-Film Der Glöckner von Notre Dame (1996) und dessen Fortsetzung Der Glöckner von Notre Dame 2 (2002). Rennhack sang in diesem Film unter anderem die Evergreens Die Glocken Notre Dames und Der Hof der Wunder.
Zusammen mit Isabel Varell hatte Rennhack ab 2004 im Programm des MDR mehrere eigene Unterhaltungsshows, so z. B. Auf mich hört ja keiner – Heinz Rennhack liebt's lustig (April 2004), Heinz Rennhack Show – Ich ärger mich über gar nichts mehr (April 2005), Alte Liebe kostet nichts (April 2006), Heinz ist Trumpf (März 2008) und Rennhack-TV (April 2010).
Seine letzte Rolle vor der Kamera hatte Rennhack als Professor Fred Glaser in der im Oktober 2012 erstgesendeten Episode Heimkehr der ARD-Krankenhausserie In aller Freundschaft. Anlässlich seines 80. Geburtstages am 5. März 2017 sendete der MDR im Rahmen der Fernsehreihe Damals war’s-Legenden die 90-minütige Sendeausgabe Ein Abend für Heinz Rennhack.

## Filmografie

### Filme
- 1968: Steine gibt’s – die gibt’s gar nicht
- 1969: Kein schöner Amt in diesem Land
- 1969: Der Doktor in der Mühle
- 1969: Tolle Tage
- 1970: Unser Haus steht Kopp
- 1971: Lass das mal den Josef machen!
- 1971: Oswin und die Geister
- 1972: Servus, Peter!
- 1972: Die Mitternachtsfalle
- 1973: Der Fluch der guten Tat
- 1973: Ein gewisser Katulla
- 1974: Karriere N
- 1975: Die Seefee
- 1975: Du bist dran mit Frühstück
- 1975: Das Sommerhaus
- 1976: Nicht kleinzukriegen
- 1977: Pension Schöller
- 1977: Ein Bums wirkt manchmal Wunder
- 1977: Zu zweit (k)ein Problem
- 1977: Urlaub nach Prospekt
- 1978: Amor holt sich nasse Füße
- 1979: Patricia
- 1979: Tour de Music
- 1979: Kille, kille Händchen
- 1979: Liebling, Du irrst
- 1979: Die Bremer Stadtmusikanten
- 1980: Aber Doktor
- 1980: Oben geblieben ist noch keiner
- 1981: Das tapfere Schneiderlein
- 1983: Unser bester Mann
- 1985: Mann nach Wunsch
- 1986: Das Eigentor
- 1986: Aus dem bürgerlichen Heldenleben: 1913
- 1987: Claire Berolina
- 1988: Der Vogel
- 1988: Kai aus der Kiste
- 1989: Von Mord wird abgeraten
- 1990: Willi – Ein Aussteiger steigt ein
- 1990: Ewald – Rund um die Uhr
- 1991: Pappa ante portas
- 1993: Der große Bellheim (Mehrteiler, Teil 4)
- 1993: Kein perfekter Mann
- 1995: Ein Richter zum Küssen
- 1995: Begegnungen der anderen Art
- 1999: Herz über Bord
- 1999: Das kleine Amtsgericht

### Fernsehserien und -reihen
- 1973: Stülpner-Legende (2 Folgen)
- 1974: Aber Vati! (Folge: Vati will nicht heiraten)
- 1974: ABC der Liebe (Folge: Die Wunder des Glaubens)
- 1976: Die Lindstedts (3 Folgen)
- 1978–1987: Schauspielereien (verschiedene Rollen, 2 Folgen)
- 1978: Polizeiruf 110: Doppeltes Spiel
- 1981: Ein Engel im Taxi (3 Folgen)
- 1982–1983: Spuk im Hochhaus (7 Folgen)
- 1987–1988: Spuk von draußen (6 Folgen)
- 1990–1991: Wie gut, daß es Maria gibt (23 Folgen)
- 1991: Viel Rummel um den Skooter (6 Folgen)
- 1992: Durchreise – Die Geschichte einer Firma (6 Folgen)
- 1993: Das Traumschiff: Hongkong
- 1993–1996: Immer wieder Sonntag (23 Folgen)
- 1993–1994: Die Trotzkis (13 Folgen)
- 1993–1994: Der Nelkenkönig (12 Folgen)
- 1994: Diese Drombuschs (4 Folgen)
- 1994: Florida Lady (Folge: Lauf dem Leben nicht davon)
- 1994: Cornelius hilft (Folge: Postillon d'amour)
- 1994: Drei zum Verlieben (Folge: Armer reicher Mann)
- 1994: Evelyn Hamanns Geschichten aus dem Leben (Folge: Der Sonntagsausflug)
- 1995: Tatort: Endstation
- 1995: Wolffs Revier (Folge: Tabu)
- 1995: Mordslust (Folge: Männer sind Schweine)
- 1996: Ärzte: Dr. Vogt – Afrika vergessen
- 1996: Mona M. – Mit den Waffen einer Frau (2 Folgen)
- 1996: Auf eigene Gefahr (Folge: Bombengeschäfte)
- 1996–2002: Für alle Fälle Stefanie (verschiedene Rollen, 4 Folgen)
- 1996: Im Namen des Gesetzes (Folge: Das Heim)
- 1997: Liebling Kreuzberg (Folge: Lieblings neues Glück)
- 1991–2001: Salto Kommunale (verschiedene Rollen, 3 Folgen)
- 1999–2005: Unser Charly (verschiedene Rollen, 2 Folgen)
- 2000: Dr. Sommerfeld – Neues vom Bülowbogen (Folge: Im Teufelskreis)
- 2000: alphateam – Die Lebensretter im OP (Folge: Mit anderen Augen)
- 2002: Herzschlag – Das Ärzteteam Nord (Folge: Die Doppelgängerin)
- 2003: Edel & Starck (Folge: Kann denn Liebe Sünde sein)
- 2003: Marga Engel (Folge: Marga Engel kocht vor Wut)
- 2007–2012: In aller Freundschaft (verschiedene Rollen, 2 Folgen)

### Synchronrollen
- 1994: Die Schwanenprinzessin als Chamberlain für James Arrington
- 1996: Der Glöckner von Notre Dame als Clopin für Paul Kandel
- 2002: Der Glöckner von Notre Dame 2 als Clopin für Paul Kandel

## Theater (Auswahl)
- 1974: Durch die Blume gesagt (Friedrichstadt-Palast Berlin)
- 1975: Ouvertüre mit 6 (Friedrichstadt-Palast Berlin)
- 1976: Kiste 76 (Friedrichstadt-Palast Berlin)
- 1979: Tour de Music (Friedrichstadt-Palast Berlin)
- 1981: Revue’81 (Friedrichstadt-Palast Berlin)
- 1985: Hereinspaziert (Friedrichstadt-Palast Berlin)
- 1988: Spaß muß sein! – aber Kunst ist es nicht (Palast der Republik)
- 1989: Das Appartement (Theater des Westens)
- 1990: Drei Mann auf einem Pferd (Theater am Kurfürstendamm Berlin)
- 1991: Grand Hotel (Theater des Westens)
- 1993: Sweet Charity (Theater des Westens)
- 1994: Otello darf nicht platzen (Theater am Kurfürstendamm Berlin)
- 1996: Dinner für Spinner (Theater am Kurfürstendamm Berlin)
- 1997: Georg-Kreisler-Solo-Abend: Liebe und andere Grausamkeiten
- 1999: Die andere Seite (Theaterstück)|Die andere Seite (Theater am Kurfürstendamm Berlin)
- 2009: Die Fledermaus (Schlossgartenfestspiele Neustrelitz)
- 2009: WinterTräume (Friedrichstadt-Palast Berlin)
- 2010: Kundendienst (Comödie Dresden)
- 2012: Loriots dramatische Werke (Landestheater Eisenach)
- ab 2013: Zwei Genies am Rande des Wahnsinns (Comödie Dresden)
- ab 2018: Sunny Boys (Meininger Staatstheater)